# Trugon terrestre
Trugon terrestris
Genre
Espèce
Statut de conservation UICN

 LC  : Préoccupation mineure
Le Trugon terrestre (Trugon terrestris) est une espèce d'oiseaux de la famille des Columbidae, l'unique représentante du genre Trugon.
Cet oiseau est répandu en Nouvelle-Guinée.